# Charles Mourier
Charles Ferdinand Léonard Mourier, född 1800, död 1880, var en dansk jurist.
Mourier blev 1831 overretsassessor, 1852 højestretsassessor och var från 1871 ordförande i Højesteret. Han blev 1849 medlem av den stora Landbokommissionen, bekämpade förslagen om tvångsavlösning av fästeförhållandeet och en framkommen teori om fästeböndernas medäganderätt till fästejorden.